# Мецик, Михаил Степанович
Михаил Степанович Мецик (8 ноября 1918, село Каменка, Тюменская область ― 2009) ― доктор физико-математических наук, профессор. Заслуженный профессор Иркутского государственного университета.

## Биография
Родился Михаил Мецик 8 ноября 1918 года в селе Каменка Тюменской области. В 1940 году Михаил Степанович окончил физико-математический факультет Иркутского государственного университета. В 1943―1946 годах Мецик М. С. работал старшим преподавателем физики в Иркутском сельскохозяйственном институте. В 1944 году Михаил Степанович защитил кандидатскую диссертацию по рентгенографическим исследованиям природы минеральных включений. В 1947 году он организовал и руководил отраслевой научно-исследовательской лабораторией слюды треста Союзслюда до 1953 года. В 1960―1961 годах Михаил Степанович Мецик преподавал в Монгольском государственном университете. В 1965 году защитил докторскую диссертацию на тему «Физика поверхностных явлений на кристаллах слюды» в Институте физической химии Академии наук СССР. С 1964 по 1967 годы был проректором по научной работе Иркутского государственного университета. Мецик Михаил Степанович организовал в 1966 году кафедру физики твёрдого тела в Иркутском государственном университете и лабораторию в научно-исследовательском институте прикладной физики, развивающую три направления: физику диэлектриков, полупроводников, металлов; более 20 лет руководил ими.
В 1967―1986 годах Михаил Степанович был заведующим кафедрой физики твёрдого тела Иркутского государственного университета.
Профессор М. С. Мецик является создателем научной школы по кристаллофизике слюд и особым свойствам граничных плёнок воды. Михаил Степанович подготовил 10 докторов и 35 кандидатов наук; является автором ряда учебных пособий, монографий и более 300 публикаций. Михаил Мецик имеет 18 авторских свидетельств и патентов.
Михаил Степанович Мецик ― член Нью-Йоркской академии наук, член-корреспондент академии естествознания, член международного союза кристаллографов, академик Международной академии метрологии, Заслуженный профессор Иркутского государственного университета.
Мецик М. С. награждён медалью «За трудовую доблесть», шестью государственными наградами и четырьмя наградами высшей школы.
Скончался профессор Михаил Степанович Мецик в 2009 году.

## Заслуги
- Медаль «За трудовую доблесть».
- Доктор физико-математических наук.
- Профессор.
- Заслуженный профессор Иркутского государственного университета.

## Из библиографии
- Физика расщепления слюд / М. С. Мецик. - [Иркутск]: Вост.-Сиб. кн. изд-во, 1967. - 278 с.
- Свойства, добыча и переработка слюды / К. И. Волков, П. Н. Загибалов, М. С. Мецик ; Под общ. ред. проф. М. С. Мецика ; М-во пром-сти стройматериалов СССР. - [Иркутск] : Вост.-Сиб. кн. изд-во, 1971. - 350 с.
- Диэлектрическая поляризация / А. А. Потапов, М. С. Мецик. - Иркутск : Изд-во Иркут. ун-та, 1986. - 263 с.
- Термические свойства кристаллов слюды / М. С. Мецик. - Иркутск : Изд-во Иркут. ун-та, 1989. - 182 с.; ISBN 5-7430-0066-2.
- Электрические свойства слюд / М. С. Мецик, Л. А. Щербаченко. - Иркутск : Изд-во Иркут. ун-та, 1990. - 321 с.; ISBN 5-7430-0066-2
- Оптические свойства слюды / М. С. Мецик. - Иркутск : Изд-во Иркут. ун-та, 1994. - 212 с.; ISBN 5-7430-0361-0

### Под его редакцией
- Жаростойкие слюдосодержащие материалы для электротермии / Г. И. Боброва, В. Г. Гаврилов, С. А. Суворов, Т. И. Шишелова; [Науч. ред. М. С. Мецик]. - Иркутск : Изд-во Иркут. ун-та, 1992. - 143,[1] с.

### Учебные пособия
- Методы исследования микродефектов в твердых телах : Учеб. пособие / М. С. Мецик. - Иркутск : ИГУ, 1980. - 104 с.
- Методы обработки экспериментальных данных и планирование эксперимента по физике : Учеб. пос. / М. С. Мецик. - Иркутск : ИГУ, 1981. - 111 с.
- Введение в физику твердого тела / М. С. Мецик. - Иркутск : Изд-во Иркут. ун-та, 1983. - 91 с.